# Fuerte de Qaitbey
El fuerte de Qaitbay, también conocido como la ciudadela de Qaitbay, es una fortaleza defensiva del siglo XV localizada en Alejandría, Egipto. El Fuerte está situado en la zona oriental de la isla de Faro en el puerto de Alejandría. Fue erigido en 1477 por el circasiano sultán mameluco Al-Ashraf Sayf al-Din Qa’it Bay, en el mismo lugar donde se encontraba el derruido faro de Alejandría. Fortificó el lugar como parte de su proyecto defensivo costero contra el Imperio otomano, que amenazaba a Egipto durante esa época. Construyó la fortaleza y ubicó una mezquita en su interior. 
La Ciudadela continuó ejerciendo su función durante la mayoría del periodo mameluco, el periodo otomano y la Edad Moderna, aunque tras el bombardeo británico sobre Alejandría en 1882, dejó de ser un lugar prominente. Se abandonó hasta el siglo XX, cuando fue restaurado en múltiples ocasiones por el Consejo Supremo de Antigüedades de Egipto. Actualmente alberga un pequeño museo de historia naval y el Museo Oceanográfico de Alejandría.

## Historia

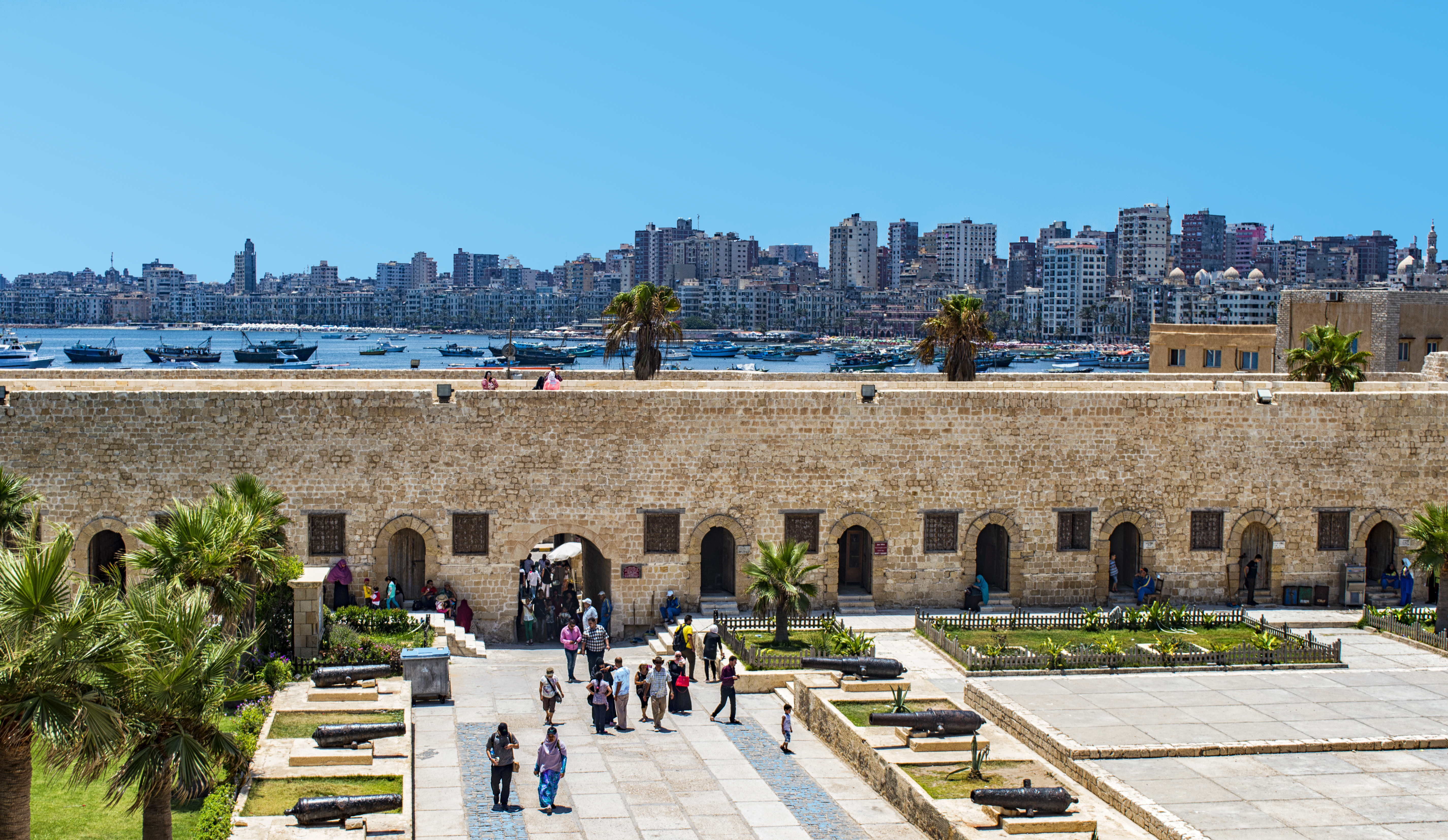
Vista de la ciudad desde el interior

El fuerte de Qaitbay de Alejandría es considerado una de las edificaciones defensivas más importantes, no solo de Egipto, sino de toda la costa mediterránea. Fue constituido como una parte importante del sistema defensivo de Alejandría durante el siglo XV.

### El faro de Alejandría
El fuerte está situado en la entrada del puerto oriental, en la entrada este de la isla de Faro. Fue erigida en el mismo lugar donde estaba situado el célebre faro de Alejandría, una de las siete maravillas del mundo antiguo. El faro prosiguió su función hasta la conquista árabe, anteriormente diversos desastres tuvieron lugar y la estructura del faro se modificó, aunque continuó su función hasta entonces. Se realizó una restauración durante el gobierno de Ahmed Ibn Tulun, alrededor del año 880. Durante el siglo XI, un terremoto causó daños en la parte octogonal. La base sobrevivió al sismo, pero ya solo podía cumplir las funciones de torre vigía y se construyó en su cúspide una pequeña mezquita. En el siglo XIV, alrededor del 1303, hubo otro terremoto que acabó con la totalidad del edificio.

### Qaitbay
El fundador de la ciudadela de Qaitbay fue el sultán circasiano llamado Al-Ashraf Abou Anasr Saif El-Din Qaitbay El-Jerkasy Al-Zahiry (1468-1496), quien nació alrededor del 1423. Fue un mameluco que llegó a Egipto joven, con menos de veinte años. Fue comprado por Al-Ashraf Bersbay, por lo que quedó a su servicio hasta que murió y fue adquirido de nuevo por el sultán Djaqmaq, quien le confirió la libertad. Qaitbay entonces comenzó a ocupar varios cargos, como el de jefe del Ejército durante el gobierno del sultán Tamar Bugha. Cuando el sultán fue destronado, Qaitbay fue nombrado sultán en 1468. Fue uno de los sultanes mamelucos más importantes y prominentes, gobernando alrededor de 29 años. Se le consideró un gobernante valiente, ya que intentó iniciar una nueva era con los otomanos a través del intercambio de embajadas y presentes. Le gustaba viajar y realizaba viajes considerables.

#### El arquitecto de edificios

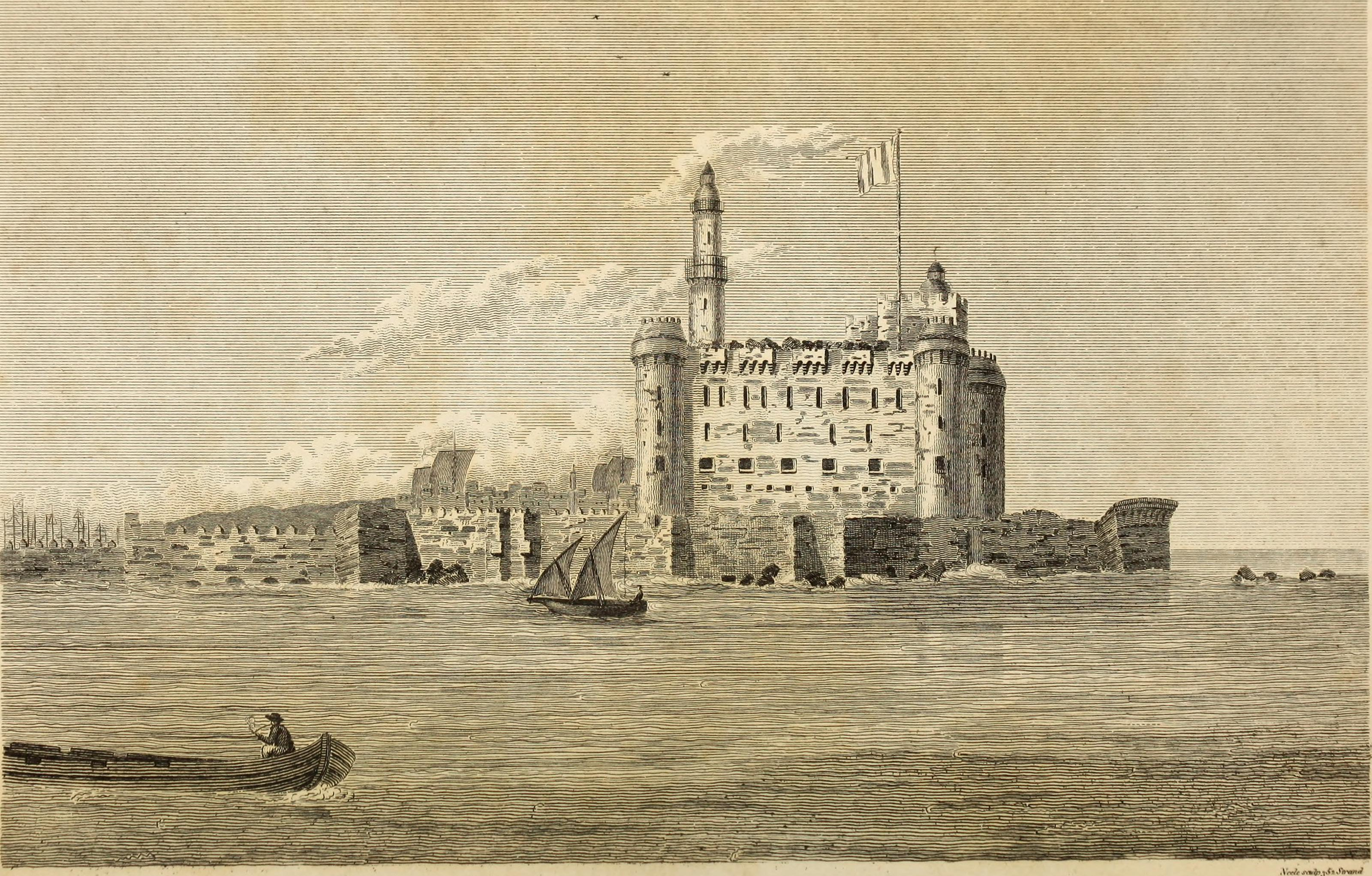
Grabado de la ciudadela de principios del

A Qaitbay le gustaba el arte y la arquitectura, por lo creó un importante cargo entre el sistema administrativo del estado; el de arquitecto de edificios (Shady Al-Ama’er). Construyó numerosas construcciones benéficas en La Meca, Medina y Jerusalén. En Egipto existen alrededor de 70 edificios renovados gracias a su obra, entre las que destacan mezquitas, madrasas, agencias, fuentes públicas (sabils), maktabs, casas, edificios militares como las ciudadelas de Alejandría y Rosetta. Estas ciudadelas fueron construidas para proteger el norte de Egipto, principalmente de los otomanos, cuyo poder estaba creciendo en el Mediterráneo.
Qagmas Al-Eshaqy, el arquitecto de edificios, construyó la Ciudadela. Antes de su llegada a Egipto fue un mameluco de la zona de Siria. Durante el gobierno de Qaitbay se convirtió en arquitecto de edificios y más tarde, en virrey de Alejandría. También fue nombrado gobernador de Siria, donde construyó una mezquita en Damasco en el exterior de la puerta de Rashid (Bab Rashid), así como un cenotafio y un caravasar. Así pues, renovó la mezquita de El-Sawary en el exterior de la puerta de Sadrah (Bab Sadrah). Qagmas era inteligente y modesto, así como un supervisor de muchas construcciones durante la época de Qaitbay.

### Construcción
Ibn Ayas dejó por escrito que el sultán Qaitbay viajó a Alejandría en 1504 acompañado de otros príncipes mamelucos para visitar el lugar de donde estaba ubicado el antiguo Faro y durante su visita ordenó la construcción de la Ciudadela. La construcción duró dos años y se dice que Qaitbay gastó más de cien mil dinares en su construcción. El sultán regresó de nuevo a Alejandría cuando la construcción terminó. Previó al fuerte con una valiente legión de soldados y varias armas. Dedicó varios bienes habices (waqfs) con las que financió las obras, así como el salario de los soldados.

### La amenaza otomana crece

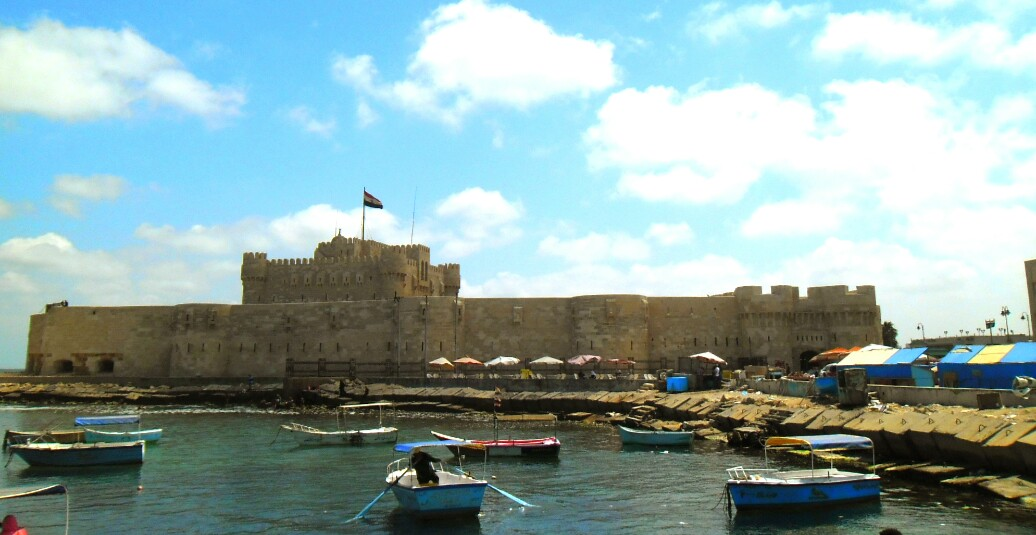
Vista exterior de la fortaleza

Durante el periodo mameluco, y debido a su situación estratégica, la Ciudadela estuvo bien protegida y cuidada por los gobernantes que siguieron a Qaitbay.
El sultán Qansuh Al-Ghouri tuvo especial atención a la Ciudadela. La visitó en varias ocasiones y fortaleció la guarnición, previéndola con varias armas y equipamiento. Incluyó una gran prisión construida para los príncipes y los hombres de estado a los que quería mantener alejados. El sultán Qansuh asistió a algunas maniobras y entrenamiento militar realizados en la Ciudadela en esa época. Cuando sentía un acercamiento de la amenaza otomana, emitía un decreto militar prohibiendo sacar las armas de la Ciudadela, e incluso llegó a dictar la pena de muerte como castigo a los que trataran de robar algo de la Ciudadela, llegando a inscribir un decreto en mármol sobre la puerta que daba al tribunal. Estaba escrito lo siguiente:

Un decreto por orden de nuestro maestro, de rango noble, el rey Al-Ashraf Abou El-Naser Qansoh El-Ghoury, que Dios eternalice su reinado, que nadie debe llevarse armas, pólvora, herramientas o cualquier otro utensilio de la torre noble de Alejandría ni de cualquier otra torre del complejo. Cualquier mameluco, esclavo o ciudadano que no cumpla este [decreto] y salga de la torre con alguna pertenencia, será colgado en la puerta de la torre, mereciendo la maldición de Dios. 1529
Sultán Qansuh

Tras la conquista por los turcos otomanos de Egipto, incluso ellos protegieron la Ciudadela. La utilizaron de protección, tal y como lo habían hecho con la Ciudadela de Saladino en El Cairo y las ciudadelas de Damieta, Rosetta, Al Borollos y El-Arish. La mantuvieron en buenas condiciones y la proveyeron de infantería, artillería, una compañía de tamborileros y trompeteros, así como de arquitectos y carpinteros.

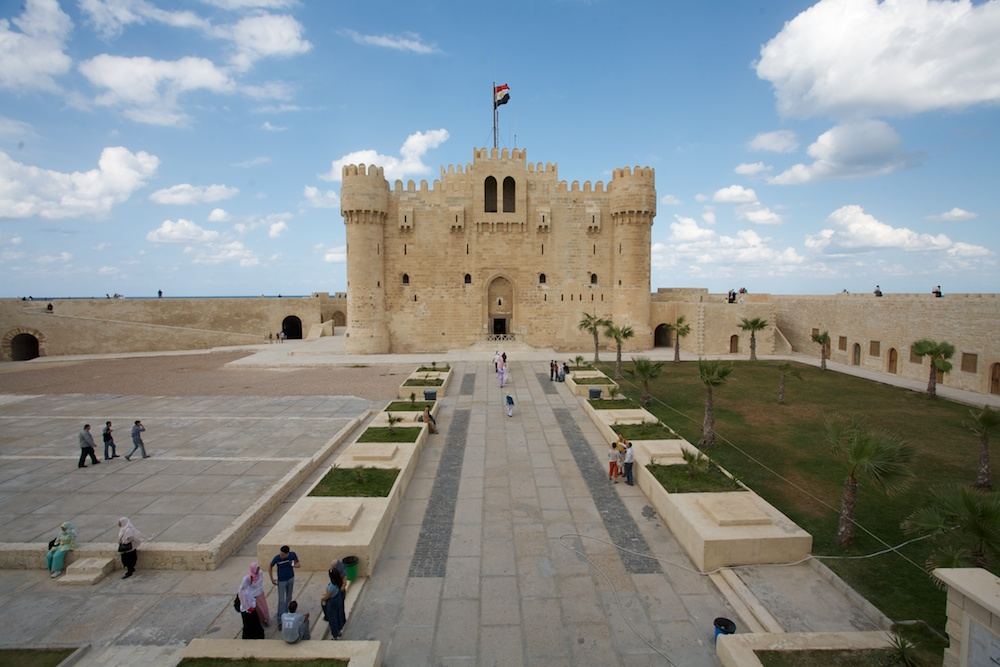
Interior de la fortaleza

### Invasión francesa
A la vez que el poderío militar otomano se debilitaba, la Ciudadela comenzó a perder su importancia militar. En 1798, durante la expedición francesa de Egipto, cayó bajo las tropas de Francia, principalmente debido a la debilidad de la guarnición de la misma y el poder de las modernas armas francesas de la época. En el interior, los franceses hallaron armas de las cruzadas, que databan de la campaña de Luis IX, posiblemente botines de la batalla y captura de El-Mansura.

### SigloXIX
Cuando Muhammad Ali Pasha se convirtió en gobernante de Egipto en 1805, renovó la antigua fortaleza y reparó sus murallas exteriores, además de proveer al fuerte con las armas más moderna de la época, especialmente cañones litorales. Podemos considerar el reinado de Mohammed Ali como otra época dorada para la Ciudadela.

#### Revuelta Orabi
La fortaleza consiguió atraer el interés de los sucesores de Mohammed Ali hasta el año 1882, cuando tuvo lugar la Revuelta Orabi. La flota británica bombardeó Alejandría el 11 de julio de 1882 y dañó gran parte de la ciudad, especialmente el área de la fortaleza, dañando la estructura gravemente. Las fachadas norte y oeste fueron muy dañadas como resultado de las explosiones de los cañones, que apuntaban directamente al fuerte. La fachada oeste fue totalmente destruida, dejando inmensas oberturas en ella.

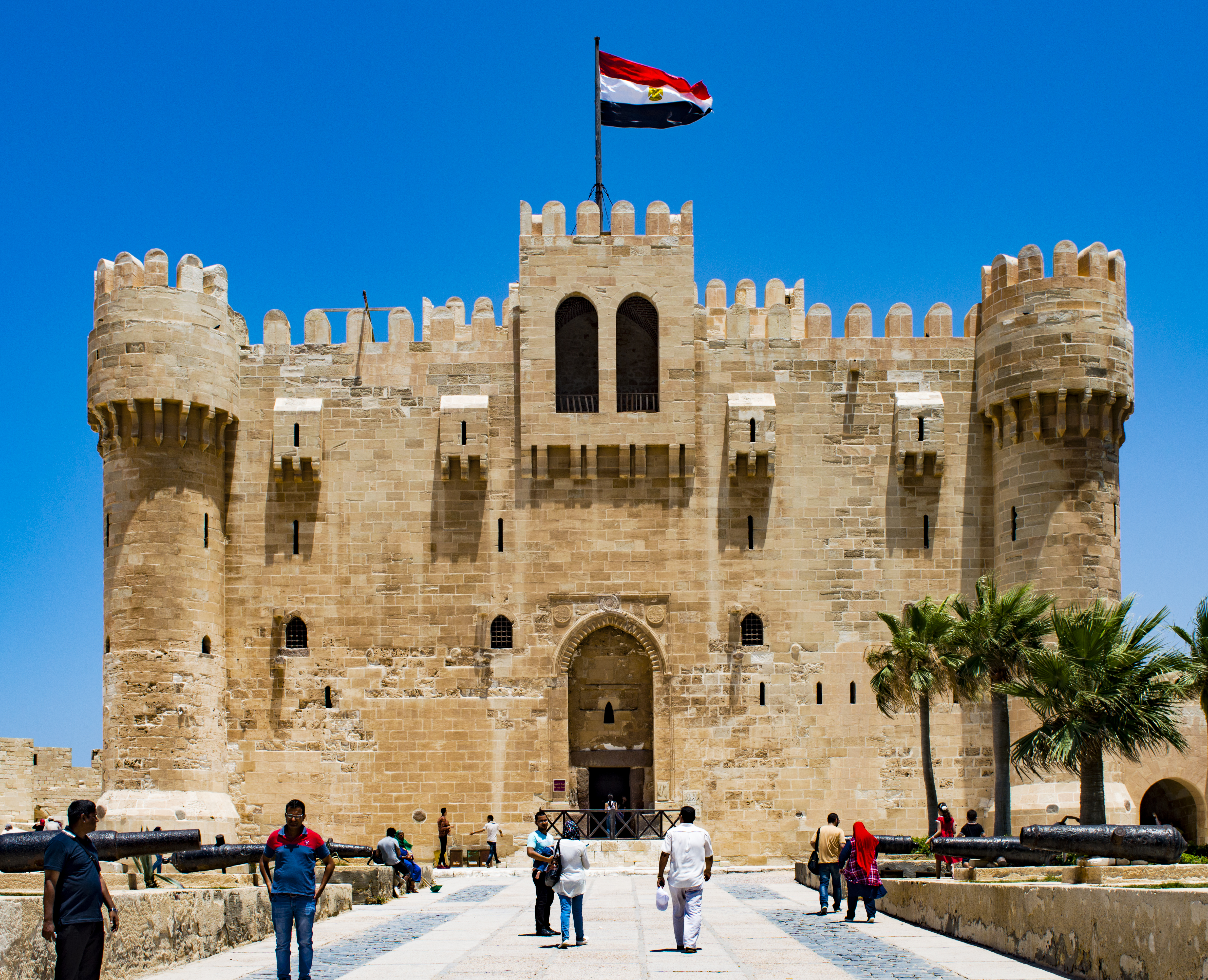
Interior de la fortaleza con la torre y la bandera de Egipto en su cúspide

### Renovación delsigloXX
La Ciudadela fue entonces abandonada hasta 1904, cuando el Ministerio de Defensa restauró las plantas superiores. El rey Faruq I quería convertir la fortaleza en una residencia de descanso real, por lo que procuró una rápida renovación.
Tras la revolución de 1952, las tropas navales de Egipto convirtieron el edificio en un museo marítimo. La mayor restauración data del año 1984, cuando el Consejo Supremo de Antigüedades ideó grandes planes para la remodelación del fuerte.

## Descripción
El fuerte, cuyo estratégico emplazamiento permitía el control de la llegada de navíos al puerto y una fácil defensa contra cualquier ataque desde el mar, tiene tres pisos y presenta planta central cuadrada con cuatro torres circulares de refuerzo en las esquinas. Se encuentra rodeado de una muralla dotada, a su vez, de bastiones en forma de torre.